# Argentyna na Letnich Igrzyskach Olimpijskich 2004
Argentyna wzięła udział w XXVIII Letnich Igrzyskach Olimpijskich w Atenach. Był to 21 start Argentyńczyków na letnich igrzyskach olimpijskich.

## Zdobyte medale
| Medal | Zawodnik | Dyscyplina sportowa | Konkurencja                  |
| ----- | --- | ------------------- | ---------------------------- |
| Złoto | Roberto Ayala Nicolás Burdisso Willy Caballero Fabricio Coloccini César Delgado Andrés D’Alessandro Leandro Fernández Luciano Figueroa Kily González Lucho González Mariano González Gabriel Heinze Germán Lux Javier Mascherano Nicolás Medina Clemente Rodríguez Mauro Rosales Javier Saviola Carlos Tévez | Piłka nożna         | turniej mężczyzn             |
| Złoto | Carlos Delfino Gabriel Fernández Manu Ginóbili Leonardo Gutiérrez Wálter Herrmann Alejandro Montecchia Andrés Nocioni Fabricio Oberto Juan Ignacio Sánchez Luis Scola Hugo Sconochini Rubén Wolkowyski | Koszykówka          | turniej mężczyzn             |
| Brąz  | Magdalena Aicega Mariela Antoniska Inés Arrondo Luciana Aymar Claudia Burkart María de la Paz Hernández Marina di Giacomo Soledad García Mariana González Oliva Alejandra Gulla Mercedes Margalot Vanina Oneto Cecilia Rognoni Mariné Russo Ayelén Stepnik Paola Vukojicic                                   | Hokej na trawie     | turniej kobiet               |
| Brąz  | Georgina Bardach | Pływanie            | 400 m stylem zmiennym kobiet |
| Brąz  | Paola Suárez Patricia Tarabini | Tenis ziemny        | gra podwójna kobiet          |
| Brąz  | Carlos Espínola Santiago Lange | Żeglarstwo          | klasa Tornado                |